# Orin O'Brien
Orin O'Brien (Hollywood, Los Ángeles, California; 7 de junio de 1935) es una contrabajista estadounidense. Fue miembro de la Orquesta Filarmónica de Nueva York, a la que se incorporó en 1966 bajo la dirección de Leonard Bernstein; convirtiéndose en la primera mujer en unirse a dicha orquesta. O'Brien se retiró de la orquesta en 2021, después de 55 años de carrera. Fue integrante del cuerpo docente de la Escuela Juilliard (donde fue codirectora del departamento de contrabajo entre 1992 y 2002), de la Escuela de Música de Manhattan y de la Mannes College The New School for Music. O'Brien también forma parte actualmente del cuerpo docente de la División Preparatoria de la Escuela Manhattan.

## Biografía
O'Brien nació en Hollywood, California, hija del actor George O'Brien y de la actriz Marguerite Churchill. 

### Estudios musicales
Comenzó sus estudios con Milton Kestenbaum, exbajista principal de la Orquesta Sinfónica de Pittsburgh bajo la dirección de Fritz Reiner y miembro de la Orquesta Sinfónica de la NBC bajo la dirección de Arturo Toscanini; y con Herman Reinshagen, bajista principal asistente de la Orquesta Filarmónica de Nueva York bajo la dirección de Gustav Mahler y Arturo Toscanini en la Universidad de California, Los Ángeles. Continuó sus estudios en la Escuela Juilliard de la ciudad de Nueva York con Frederick Zimmermann, contrabajista de la Orquesta Filarmónica de Nueva York de 1930 a 1966,siendo contrabajo principal en la mayoría del tiempo. O'Brien asistió al conservatorio de verano de la Music Academy of the West, en 1952, 1953, 1954 y 1955.

### Carrera musical
Antes de unirse a la Orquesta Filarmónica de Nueva York, O'Brien tocó con el Ballet de la Ciudad de Nueva York, la Ópera Metropolitana y la Orquesta Sinfónica Americana (bajo la dirección de Leopold Stokowski, con quien tocó el solo de contrabajo como bajo principal en el estreno en Estados Unidos de las Variaciones Concertantes de Alberto Ginastera, en 1962). Interpretó en el Festival de Música de Marlboro en la década de 1960, donde realizó grabaciones con Pablo Casals y estrenó el Cuarteto para contrabajos de Gunther Schuller, que luego fue grabado con Alvin Brehm, Robert Gladstone y Frederick Zimmermann.
Anteriormente enseñó en YMHA, el Festival Musical de Verano de Estherwood y el Instituto de Haute Etudes Musicales en Montreux, Suiza. O'Brien ha impartido clases magistrales en el Instituto Peabody, el Festival Tanglewood, el Conservatorio de Nueva Inglaterra y la Universidad de Yale.[cita requerida]

## Familia
El hermano de O'Brien es el autor de género true crime Darcy O'Brien, quien murió en 1998. Sus padres fueron George O'Brien y Marguerite Churchill, ambos exitosos actores de cine.

## En la cultura popular
La historia de Orin O'Brien está narrada en el corto documental de Netflix The Only Girl in the Orchestra . La película, dirigida por su sobrina Molly O'Brien, se estrenó en Netflix el 4 de diciembre de 2024 y ganó el Premio de la Academia al Mejor Cortometraje Documental en la 97.ª edición de los Premios de la Academia.

## Premios
En 2010 recibió la Medalla Presidencial por Servicio Distinguido de la Escuela de Música de Manhattan.